# Graan

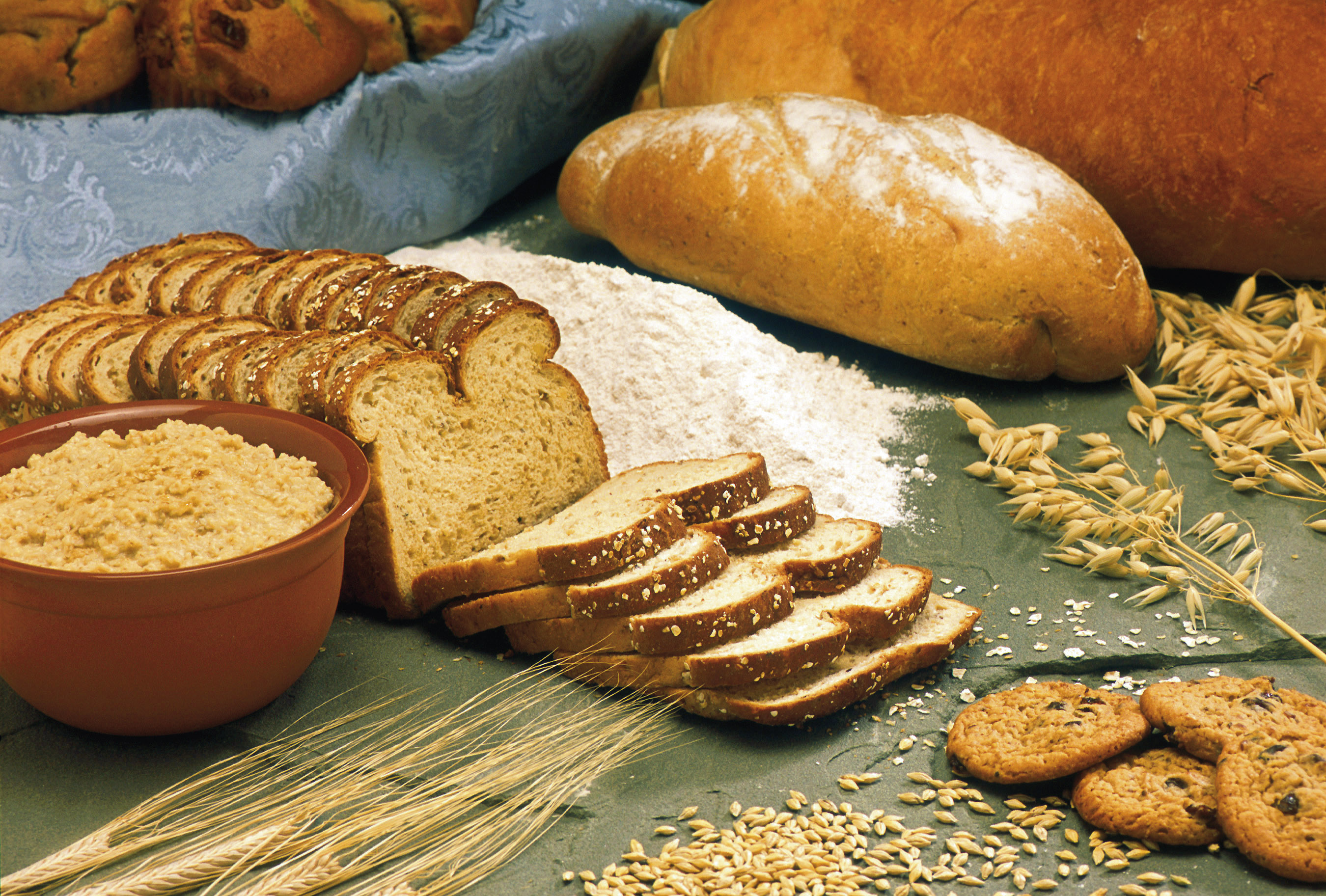
Verschillende granen en graanproducten

Graan is de vrucht van eenzaadlobbige cultuurgewassen uit de familie van de grassen. Verschillende graansoorten worden geteeld om de eetbare bestanddelen, samengesteld uit meellichaam, zemel, kiem en aleuronlaag. Granen, in het bijzonder rijst, mais, tarwe en gerst,  vormen wereldwijd de belangrijkste voedingsbron voor de mens.
In de onbewerkte, volkoren vorm zijn granen een goede bron van vitaminen, mineralen, koolhydraten, vetten en eiwitten. Voor sommige graan-producten worden zemelen en de kiem van de graankorrel verwijderd. Het resterende endosperm bestaat voornamelijk uit zetmeel. In veel landen vormt graan in de vorm van rijst, tarwe, gierst of maïs het belangrijkste deel van het dagelijkse voedsel. Daarbij zijn voedselzekerheid, voedselveiligheid en voedselkwaliteit van het graan belangrijk. Het Europese Gemeenschappelijk Landbouwbeleid streeft ernaar de voedselzekerheid van granen in de Europese Unie (EU) veilig te stellen.
Graan wordt verwerkt tot voedingsmiddelen in de voedingsindustrie, als grondstof gebruikt voor de brandstof bio-ethanol, en vormt daarnaast een bestanddeel van dierenvoer. Reststromen - die vrijkomen bij de verwerking of productie - worden hergebruikt, zoals stro, of voedingsmiddelen over de houdbaarheidsdatum.

## Geschiedenis
Graan wordt al honderdduizenden jaren door de mens als voedsel gebruikt. Het ontstaan van de graanteelt voor de menselijke voedselvoorziening, wordt beschouwd als een belangrijk element in de vooruitgang van de menselijke beschaving. De grotendeels nomadisch levende volken in de prehistorie verzamelden graankorrels van wilde grassen. Lang voor het begin van de jaartelling begon de mens gerstekorrels te zaaien: de planten werden in cultuur gebracht, de landbouw ontstond. De oorspronkelijke groeigebieden van wilde gerst bevonden zich waarschijnlijk in de hooglanden van Ethiopië en het zuidoostelijk deel van Azië (Tibet, Nepal en China). Aangenomen wordt dat er meer dan 7000 jaar geleden al gerst werd geteeld in het gebied tussen Syrië en Afghanistan.
In Europa werd graan, in de vorm van gerst, gedurende de vroege en hoge middeleeuwen geleidelijk het belangrijkste voedselgewas. Hoe snel dit precies ging is omstreden, maar in het Karolingische rijk was brood nog niet het belangrijkste voedingsmiddel. Veel Franken waren nog jager-verzamelaars met primitieve vormen van landbouw, waarin de graanteelt nog niet overheerste.
Gerst was in Europa de eerst geteelde graansoort. Archeologische vondsten bij de resten van Zwitserse paalwoningen tonen aan dat de cultuur van gerst uit 2000-3000 v.Chr. stamt. Als voedsel was gerst tot in de middeleeuwen van groot belang. De gerstekorrels werden tot brij gekookt, of er werden koeken en platte broden van gebakken. Later werd gerst als voedselgewas bijna overal door tarwe overvleugeld.

## Wereldproductie graan
| Jaar | Mais   | Ongepelde rijst | Tarwe | Gerst | Sorghum | Gierst | Haver | Triticale | Rogge | Fonio | Totaal |
| ---- | ------ | --------------- | ----- | ----- | ------- | ------ | ----- | --------- | ----- | ----- | ------ |
| 1961 | 205,0  | 215,6           | 222,4 | 72,4  | 40,9    | 25,7   | 49,6  | 0,0       | 35,1  | 0,2   | 876,9  |
| 1971 | 313,6  | 317,7           | 347,5 | 131,2 | 61,9    | 29,7   | 54,5  | 0,0       | 31,7  | 0,2   | 1299,7 |
| 1981 | 446,8  | 410,1           | 449,6 | 149,6 | 73,3    | 27,0   | 40,3  | 0,1       | 24,9  | 0,2   | 1632,4 |
| 1991 | 494,4  | 518,5           | 547,8 | 169,6 | 55,5    | 25,0   | 33,5  | 4,7       | 29,0  | 0,2   | 1890,3 |
| 2001 | 615,2  | 600,2           | 588,2 | 140,6 | 59,8    | 28,9   | 27,0  | 10,8      | 23,3  | 0,3   | 2104,8 |
| 2011 | 886,7  | 726,4           | 697,6 | 132,7 | 56,8    | 27,1   | 22,6  | 13,6      | 13,1  | 0,6   | 2588,8 |
| 2017 | 1134,7 | 769,7           | 771,7 | 147,4 | 57,6    | 28,5   | 25,9  | 15,6      | 13,7  | 0,7   | 2980,2 |

Graanbalansen worden onder meer bijgehouden door de FAO, International Grains Council te Londen en Europese Commissie.

## Inhoudsstoffen
| max min | Energie en inhoudsstoffen van verschillende graansoorten (per 100 g): | Energie en inhoudsstoffen van verschillende graansoorten (per 100 g): | Energie en inhoudsstoffen van verschillende graansoorten (per 100 g): | Energie en inhoudsstoffen van verschillende graansoorten (per 100 g): | Energie en inhoudsstoffen van verschillende graansoorten (per 100 g): | Energie en inhoudsstoffen van verschillende graansoorten (per 100 g): | Energie en inhoudsstoffen van verschillende graansoorten (per 100 g): | Energie en inhoudsstoffen van verschillende graansoorten (per 100 g): | Energie en inhoudsstoffen van verschillende graansoorten (per 100 g): | Energie en inhoudsstoffen van verschillende graansoorten (per 100 g): | Energie en inhoudsstoffen van verschillende graansoorten (per 100 g): | Energie en inhoudsstoffen van verschillende graansoorten (per 100 g): | Energie en inhoudsstoffen van verschillende graansoorten (per 100 g): | Energie en inhoudsstoffen van verschillende graansoorten (per 100 g): |
| Gewas   | Ener- gie (kJ)                                                        | Brand- en bouwstoffen                                                 | Brand- en bouwstoffen                                                 | Brand- en bouwstoffen                                                 | Mineralen                                                             | Mineralen                                                             | Mineralen                                                             | Mineralen                                                             | Vitaminen                                                             | Vitaminen                                                             | Vitaminen                                                             | Vitaminen                                                             | Vitaminen                                                             | Vitaminen                                                             |
| Gewas   | Ener- gie (kJ)                                                        | Eiwit (g)                                                             | Vet (g)                                                               | Kool- hydraat (g)                                                     | Calcium (mg)                                                          | IJzer (mg)                                                            | Kalium (mg)                                                           | Magne- sium (mg)                                                      | B1 (mg)                                                               | B2 (mg)                                                               | B6 (mg)                                                               | E (mg)                                                                | Folium- zuur (mg)                                                     | Nicotine- zuur (mg)                                                   |
| ------- | --------------------------------------------------------------------- | --------------------------------------------------------------------- | --------------------------------------------------------------------- | --------------------------------------------------------------------- | --------------------------------------------------------------------- | --------------------------------------------------------------------- | --------------------------------------------------------------------- | --------------------------------------------------------------------- | --------------------------------------------------------------------- | --------------------------------------------------------------------- | --------------------------------------------------------------------- | --------------------------------------------------------------------- | --------------------------------------------------------------------- | --------------------------------------------------------------------- |
| Spelt   | 1470                                                                  | 11,5                                                                  | 2,7                                                                   | 69,0                                                                  | 22                                                                    | 4,2                                                                   | 447                                                                   | 130                                                                   | 0,40                                                                  | 0,15                                                                  | 0,27                                                                  | 1,6                                                                   | 0,03                                                                  | 6,9                                                                   |
| Gerst   | 1430                                                                  | 11,0                                                                  | 2,1                                                                   | 72,0                                                                  | 38                                                                    | 2,8                                                                   | 444                                                                   | 119                                                                   | 0,43                                                                  | 0,18                                                                  | 0,56                                                                  | 0,67                                                                  | 0,065                                                                 | 4,8                                                                   |
| Haver   | 1530                                                                  | 12,5                                                                  | 7,1                                                                   | 63,0                                                                  | 79,6                                                                  | 5,8                                                                   | 355                                                                   | 129                                                                   | 0,52                                                                  | 0,17                                                                  | 0,75                                                                  | 0,84                                                                  | 0,033                                                                 | 1,8                                                                   |
| Gierst  | 1510                                                                  | 10,5                                                                  | 3,9                                                                   | 71,0                                                                  | 25                                                                    | 9,0                                                                   | 215                                                                   | 170                                                                   | 0,46                                                                  | 0,14                                                                  | 0,75                                                                  | 0,1                                                                   | 0,01                                                                  | 4,8                                                                   |
| Mais    | 1498                                                                  | 9,0                                                                   | 3,8                                                                   | 71,0                                                                  | 15                                                                    | 1,5                                                                   | 330                                                                   | 120                                                                   | 0,36                                                                  | 0,20                                                                  | 0,40                                                                  | 2,0                                                                   | 0,026                                                                 | 1,5                                                                   |
| Rijst   | 1492                                                                  | 7,5                                                                   | 2,2                                                                   | 75,5                                                                  | 23                                                                    | 2,6                                                                   | 150                                                                   | 157                                                                   | 0,41                                                                  | 0,09                                                                  | 0,67                                                                  | 0,74                                                                  | 0,016                                                                 | 5,2                                                                   |
| Rogge   | 1323                                                                  | 8,8                                                                   | 1,7                                                                   | 69,0                                                                  | 64                                                                    | 5,1                                                                   | 530                                                                   | 140                                                                   | 0,35                                                                  | 0,17                                                                  | 0,29                                                                  | 2,0                                                                   | 0,14                                                                  | 1,8                                                                   |
| Tarwe   | 1342                                                                  | 11,5                                                                  | 2,0                                                                   | 70,0                                                                  | 43,7                                                                  | 3,3                                                                   | 502                                                                   | 173                                                                   | 0,48                                                                  | 0,24                                                                  | 0,44                                                                  | 1,35                                                                  | 0,09                                                                  | 5,1                                                                   |

## Standaardisatie
Op diverse niveaus, en voor diverse domeinen, worden standaards en normen voor granen bepaald, zoals door de World Trade Organization (WTO), de European association of trade in cereals, oilseeds, rice, pulses, olive oil, oils and fats, animal feed and agrosupply (COCERAL), de Grain and Feed Trade Association (GAFTA) en de  Euro-Asian Council for Standardization, Metrology and Certification (EASC).
De ISO publiceert standaards voor graanproducten, onder de code ICS 67.060.

## Graan en gluten

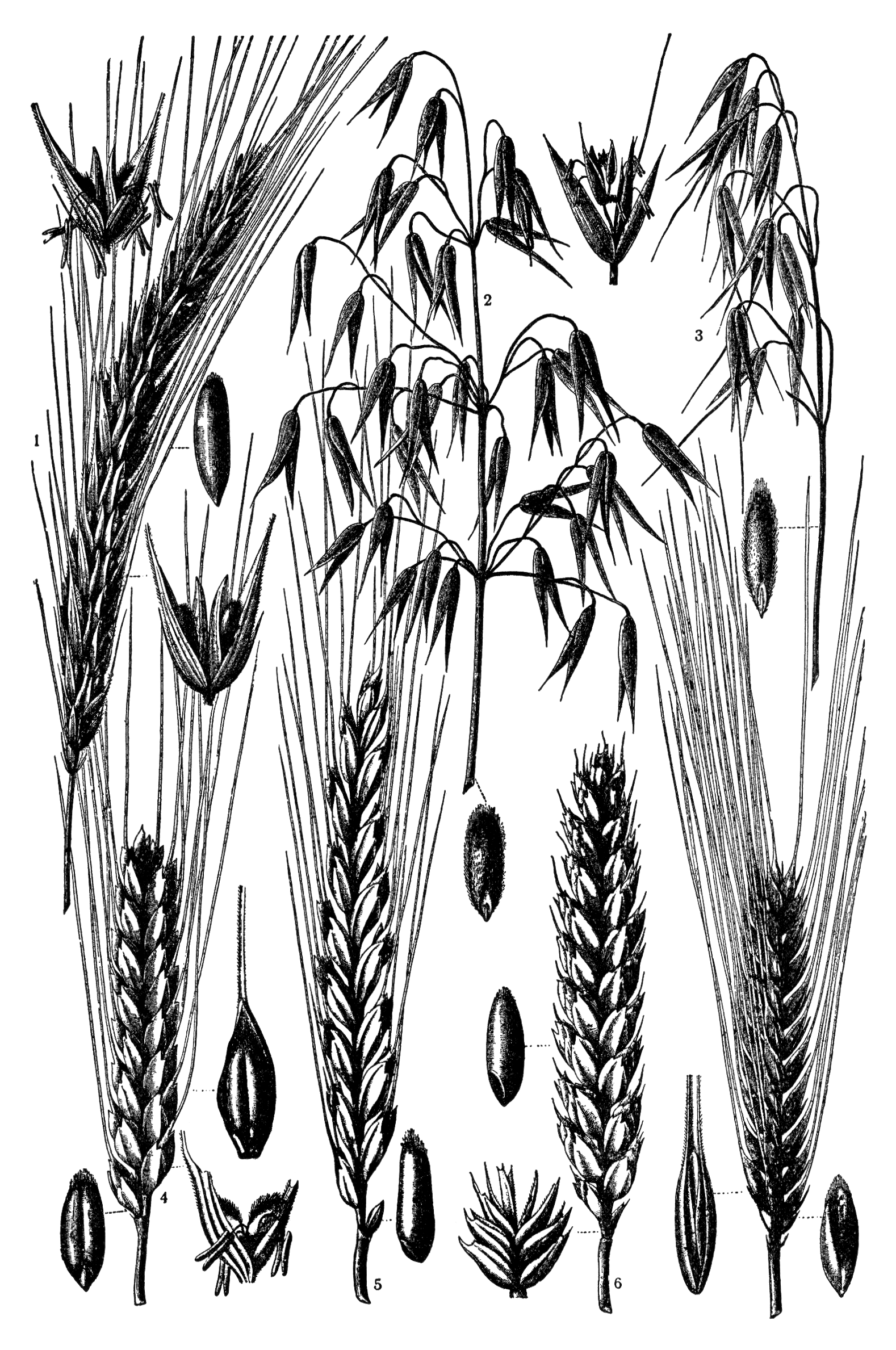
Boven (v.l.n.r.) 1: rogge, 2: haver, 3: troshaver. Onder (v.l.n.r.) 4: durumtarwe, 5: gebaarde tarwe, 6: ongebaarde tarwe, (7): gerst

Gluten zijn in de graankorrel aanwezige eiwitten, en passen goed in een voedingswijze waarin een groot deel van de eiwitinname plantaardig is. Eén procent van de bevolking heeft een glutenintolerantie (coeliakie), en moet derhalve een aangepast dieet volgen.

## Wereldhandel en nationaal beleid
De graanhandel wereldwijd wordt gedomineerd door de zogenoemde “ABCD-giganten”: Archer Daniels Midland, Bunge Limited,  Cargill en Louis Dreyfus Company.
Graan wordt verhandeld via termijnmarkten zoals Sydney Futures Market, Chicago Board of Trade/CME Group, de London Commodity Exchange/ICE en Euronext. Ook vindt handel plaats door middel van beursverhandelde fondsen (grains exchange traded funds), aandelen in bedrijven die granen produceren of verwerken (grain stocks) of variabele contracten waarbij aan het begin van het contract geen vaste toekomstige prijs of datum wordt vastgelegd (grains contracts for difference). Daarnaast zijn er lokale referentiemarkten met noteringen van de marktprijs van fysiek verhandelde producten.
De prijs van graan wordt bepaald door vraag, aanbod, kwaliteit, transport, energieprijzen, wisselkoersverhoudingen, belastingtarieven, verzekeringstarieven, kredietverzekeringen, verhouding aantal in- en verkoopbedrijven, kennis en ervaring bij de aanbod- en vraagzijde.
De vraag hangt af van bevolkingsgroei, welvaart, verhouding gebruik als voedsel/veevoer/biobrandstoffen, gewenste kwaliteit en duurzaamheid, substitutie van producten door consumenten en voedselverspilling.
Het aanbod hangt af van areaal, opbrengst, voorraden, teelt- en gewaskeuzes van de agrariër (vruchtwisseling, ras, substitutiegoed, kunstmest, bestrijdingsmiddelen), natuurrampen zoals droogte of overstromingen, ziekte of andere milieufactoren (zoals groeiseizoen, vruchtbaarheid grond, klimaat/weer, water), bewaarcondities en oorlogen. 
Een economische zone zoals de Europese Unie of een staat kan als de prijs onder een vaste waarde (interventieprijs) komt graan aankopen (aankoopgarantie) en tijdelijk opslaan zodat het uit de markt wordt gehaald. Dit graan kan weer verkocht worden als de markt gunstig is. Door de vaststelling van gegarandeerde minimumprijzen gecombineerd met importheffingen, subsidies, vergoedingen (restituties) voor exportproducten, milieu- en klimaatheffingen op import en productquota en productrechten wordt de eigen voedselzekerheid verhoogd. Sommige staten kiezen voor aankoop op de wereldmarkt door de lage prijzen ten nadele van de eigen productie. Ook zijn er staten die uitvoerrestricties opleggen als de eigen productie te laag dreigt te worden of die minimumprijzen in combinatie met maximumprijzen hanteren. Het aangaan van vrijhandelsakkoorden is vaak een voorwaarde voor im- en export. 
In het verleden hebben hoge prijzen of gebrek aan aanbod van graan of ander basisvoedsel geregeld tot honger, opstand, migratie geleid. Voor gebieden met hongersnood koopt de Verenigde Naties via het Wereldvoedselprogramma voedsel aan.

## Vervoer van graan
Graan wordt meestal vervoerd via de scheepvaart. In deze sector staat graan bekend als een van de gevaarlijkste producten om te vervoeren. Het gevaar ligt bij de stabiliteit.
Graan heeft een kleine stortingshoek van 23°. De stortingshoek is de hoek die het graan vormt als men graan stort in normale omstandigheden. Als deze klein is, is dat een gevaar voor de stabiliteit. Graan gaat dan gemakkelijk bewegen wat tot kapseizen van het schip kan leiden.
Voor het laden moet de kapitein de Grain Loading Form invullen. Dit is een document waar de stabiliteit van het schip wordt gemeten in de slechtst mogelijke situatie. Er staan ook een aantal regels in hoe men graan moet laden en lossen.

#### Maatregelen
Er zijn verschillende voorzorgsmaatregelen die worden aangeraden om het vervoer van graan veilig te laten verlopen:
- het graan moet getrimd worden. Er moet overal een gelijk volume zijn. Meestal wordt graan vervoerd in zelftrimmende ruimen. Dit zijn ruimen die door hun vorm de lading in de juiste vorm houden
- de omgeving moet graanbestendig zijn. De graankorrels mogen nergens tussen kunnen blijven zitten
- er moet aandacht worden besteed aan naburige olietanks om beschadigingen door warmte te voorkomen
- graan is uiteindelijk bedoeld voor consumptie door mens en dier, dus de ruimen moeten schoon zijn voor er geladen kan worden. De ruimen moeten daarom zorgvuldig schoongemaakt worden vooraleer men graan mag laden
- de belading van het schip moet gelijkmatig worden gehouden bij het laden/lossen. Er mag geen slagzij zijn
- men moet proberen zo weinig mogelijk ruimen gedeeltelijk te vullen, volle ruimen worden aangeraden. Anders zou het graan in een massa kunnen verplaatsen als het schip helling maakt

Wanneer na berekening blijkt dat een gedeeltelijk gevuld ruim voor gevaar kan zorgen moet het oppervlak van de lading vastgezet worden door bijvoorbeeld overstowing. Overstowing is een techniek waarbij men tussen het graan dat men laadt, verschillende beschermingslagen van bijvoorbeeld plastic maakt.
Er zijn nog tal van maatregelen die getroffen kunnen worden. Deze zijn terug te vinden in de graancode.
gerst · gierst · haver · kafferkoren · maïs · rijst · rogge · spelt · tarwe · teff · triticale